# Chris Lee (allenatore di pallacanestro)
Christopher Lee, detto Chris (... – novembre 2019), è stato un allenatore di pallacanestro statunitense.
Era il fratello di Greg Lee.

## Carriera
Ha guidato la Germania Ovest ai Campionati europei del 1983.